# Lewis De Visme
Lewis De Visme, Esq – brytyjski dyplomata.
Francuskie nazwisko wiąże się z tym, że jego przodkami byli przybyli z Francji do Anglii Hugenoci.
W latach 1774–1776 Lewis De Visme był brytyjskim posłem w Sztokholmie.